# O Papa É Pop
O Papa É Pop é o quarto álbum de estúdio da banda brasileira de rock Engenheiros do Hawaii. O disco foi gravado em julho e agosto de 1990, nos estúdios BMG, no Rio de Janeiro, e foi lançado em setembro do mesmo ano pela gravadora BMG, através do selo RCA Victor. O álbum, primeiro do grupo na década de 1990, trouxe mudanças mais radicais nos processos de composição e produção da banda: além de ter sido o primeiro de três álbuns consecutivos autoproduzidos, ele marca a adoção de instrumentos eletrônicos, como sintetizadores, sequenciadores, drum machine e pedaleira MIDI. Foram lançados os singles: "O Exército de um Homem Só I", "O Papa É Pop", "Era um Garoto que como Eu Amava os Beatles e os Rolling Stones" e "Pra Ser Sincero".
É o álbum comercialmente mais bem-sucedido da banda, com mais de 350 mil cópias vendidas no ano de seu lançamento, tendo alcançado a certificação de platina, uma vendagem surpreendente no ano em que foi lançado, marcado por forte crise econômica causada pelo confiso de valores no Plano Collor e pela emergência de uma nova música sertaneja que passou a disputar a preferência no gosto da juventude e, desse modo, nas execuções de música nas rádios. O lançamento deste disco modificou o patamar da banda de uma das maiores do rock nacional para a maior banda naquele ano, levando ao recebimento de alguns prêmios no ano seguinte e do aumento do interesse das publicações e da mídia nacional no grupo.

## Antecedentes
Durante a gravação do álbum anterior - Alívio Imediato, além das canções gravadas ao vivo, a banda fez o registro de duas faixas em estúdio. Nestas faixas, por sugestão do produtor Marcelo Sussekind, o grupo utilizou de modo mais pronunciado instrumentos eletrônicos, como sintetizadores e sequenciadores. Entretanto, foram chamados músicos de estúdio para tocar esses instrumentos. As canções tiveram bastante sucesso, sendo incluídas, também, na turnê que a banda fez para promover o álbum, a Alívio & Mídia Tour. Entretanto, a inclusão desses instrumentos não aconteceu apenas porque o produtor achou que eles casariam com aquelas canções. Humberto já vinha há algum tempo refletindo sobre uma oposição entre arte e entretenimento, isto é, em como aqueles timbres produzidos por aquele tipo de instrumentos e utilizados maciçamente na emergente música pop daqueles anos colocavam em questão a fronteira - até então pensada e existente - entre arte e entretenimento. Enquanto as bandas de rock brasileiras no período tentavam demonstrar que não faziam concessões a gravadoras ou ao público para tornar o seu som mais palatável ou comercial, eram os artistas pop que estavam questionando com a sua sonoridade a fronteira entre arte e entretenimento.

### Mal-entendido com Lulu Santos
É assim, por exemplo, que deve ser entendida a entrevista dada por ele ao Jornal do Brasil, em 17 de fevereiro de 1989, e que gerou atritos com o músico carioca Lulu Santos. Gessinger classificou os artistas em "entertainers" e "grupos que querem acrescentar uma existência abaixo das luzes do palco", colocando Lulu no primeiro grupo. Aquilo foi visto de modo negativo pelo cantor e guitarrista carioca, mas Humberto pretendia dizer que eram exatamente os entertainers que estavam fazendo algo diferente e revolucionário, não o outro grupo. De qualquer modo, este episódio gerou uma ligação de Lulu a Gessinger em que aquele chamava este de nazista, e um pedido de desculpas por parte de Humberto a Lulu no encarte do disco, além de uma entrevista fazendo o mesmo - na Folha de S.Paulo, em 1º de outubro de 1990.

## Gravação e produção
As gravações do álbum começaram em 2 de julho de 1990, nos estúdios da gravadora BMG, no Rio de Janeiro. Este seria o primeiro disco da banda gravado na cidade carioca, onde os seus membros moravam desde o final de 1988. Também, este disco marca o momento em que a banda passa a se autoproduzir, sendo o primeiro de 3 álbuns em sequência em que isto aconteceria. Como Humberto estava pensando em utilizar timbres eletrônicos neste disco há algum tempo, de modo a questionar as fronteiras entre arte e entretenimento, a banda adquiriu uma drum machine Dynacord durante a turnê e Carlos e o baixista começaram a utilizar o tempo livre que tinham para programá-la e selecionar os timbres que utilizariam nas músicas do disco. Augusto, enquanto isso, foi a Nova Iorque comprar mais equipamentos para dar conta daquela sonoridade, tendo adquirido uma nova guitarra Steinberger branca, uma drum machine Alesis HR-16, um pedal de chorus Dimension-C da Boss e uma pedaleira midi da Elka. No estúdio, a banda gravava em 3 turnos: Carlos gravava as baterias de manhã; Augusto gravava as guitarras e teclados de noite; e Humberto gravava baixo e teclados de tarde, de modo que pudesse encontrar os outros dois quando chegava ou saía para discutirem sobre alguma coisa da gravação. Assim, Carlos e Humberto pararam de gravar baixo e bateria juntos, mesmo porque a bateria era feita em uma drum machine. Ainda, este foi o disco com mais parcerias entre Humberto e Augusto, com 4 canções compostas pela dupla.

## Projeto gráfico
O projeto gráfico ficou por conta de Humberto e Carlos tendo sido executado por André Teixeira e J. C. Mello, com fotografias de Dario Zalis. A ideia era passar imagens limpas e claras, bem iluminadas e sem distorções, o contrário das capas típicas do rock brasileiro dos anos 1980, inspiradas na estética punk e pós-punk. O sofá vermelho estava lá para marcar a posição política de esquerda assumida pela banda quando apoiou Brizola e fez "showmícios" para a sua campanha nas eleições de 1989. O nome da banda em letras garrafais remete a duas coisas distintas: além de manter a unidade visual dos trabalhos anteriores da banda - nos quais o nome do grupo vem grafado da mesma maneira, ele faz referência a um compacto da banda Os Incríveis de 1971, na qual eles tocam versões do Hino Nacional e do Hino da Independência. Na contracapa, a foto do Papa João Paulo II tomando chimarrão - tirada pelo fotógrafo Carlos Contursi e de propriedade de Brizola - é apresentada colorida digitalmente para se assemelhar aos trabalhos de Andy Warhol com a fotografia de Marilyn Monroe, já que ele é um dos ícones da pop art.

## Resenha musical
O álbum abre com "O Exército de um Homem Só I" que continuava na terceira faixa com a sua segunda parte. Como em todas as outras canções divididas entre Gessinger e Licks, estas canções também foram musicadas pelo guitarrista a partir de uma letra datilografada e entregue a ele pelo baixista. A canção tem o título inspirado pela obra O Exército de um Homem Só, do escritor gaúcho Moacyr Scliar e é dedicada ao aviador alemão Mathias Rust. Augusto resolveu gravar as duas partes com a mesma aparelhagem, mas mudando a tonalidade entre uma e outra, para marcar uma diferença. O riff da introdução da música foi feito no violão Guild Songbird conectado ao pedal Dimension-C. Augusto teve a ideia do riff em um quarto de hotel, assistindo alguém tocar viola caipira no programa de Inezita Barroso. O guitarrista também programou a bateria em sua Alesis HR-16 que Carlos utilizou como guia para gravar em sua Dynacord. O baixo nos versos é executado pelo próprio guitarrista - no refrão entra o baixo de Humberto - no teclado Roland U-20, sendo ele composto, na verdade, por dois sons distintos: um grave contínuo que ficava soando e um mais águdo para marcar a entrada da nota. Nas estrofes, Augusto utilizou a Steinberger limpa e no refrão e no solo final a mesma guitarra só que com distorção. Nos refrões há, também, cordas adicionadas pela pedaleira MIDI. No meio da canção, antes de uma entrada do refrão, ainda há uma citação executada em uníssono por baixo e guitarra à Canção do Expedicionário. Ao final, há um som de órgão Hammond acionado também utilizando-se a pedaleira MIDI.
A segunda canção é o maior sucesso do disco, "Era um Garoto que como Eu Amava os Beatles e os Rolling Stones", que o grupo começou a tocar em virtude do atraso de Brizola em seus showmícios - era uma das poucas músicas que os 3 sabiam tocar de cabeça - e que se viu obrigada a registrar no disco porque as rádios começaram a tocar uma gravação feita no programa Babilônia, da TV Globo. A banda resolveu manter a introdução da versão original da música executada por Gianni Morandi - também presente na primeira gravação da versão nacional, pelos Incríveis - e, também, a marcha militar após um dos versos que havia sido adicionada pela banda brasileira da Jovem Guarda. No último refrão, Augusto adicionou citações a canções dos Rolling Stones e dos Beatles: trechos de "Under my Thumb" - do álbum Aftermath - e "Here Comes the Sun" - do álbum Abbey Road. A grande inovação da versão da banda em relação à versão dos Incríveis é o solo executado por Licks. Nas versões anteriores ao disco, Augusto já vinha executando uma seleção de hinos e jingles, como ficou claro no festival Hollywood Rock. Mas aqui, o guitarrista realizou uma espécie de colagem, encadeando diversos hinos melodicamente como se fossem uma coisa só. Ainda, gravou cada um dos trechos separadamente e passando de um canal ao outro, como se fossem dois guitarristas duelando. Assim, gravou na sequência trechos das seguintes canções: "Hino dos Estados Unidos", "Hino da União Soviética", "Hino da França", "Hino do Brasil", "Hino da Independência", "Hino da Legalidade", "Pra Frente Brasil" e finaliza novamente com o Hino da Independência. Ainda, há um trecho da narração de Pedro Carneiro Pereira gritando "Brasil! Brasil!" sobre a guitarra solando a melodia "olê, olê, olá", famosa por ser utilizada pelas torcidas organizadas nos estádios brasileiros. No final, mais uma vez utiliza-se a pedaleira MIDI para acrescentar o som do órgão Hammond.
A quarta faixa é "Nunca mais Poder", uma canção que é inspirada pelo poema "Eterno" de Carlos Drummond de Andrade, publicado no livro Fazendeiro do Ar, de 1954. Humberto acreditou que o tema do poema - uma discussão sobre a oposição entre moderno e eterno - se encaixava com a própria discussão tema do disco, a oposição entre arte e entretenimento, já que uma das chaves de leitura dessa oposição era que as inovações do pop se tornavam arte quando superavam sua modernidade em direção a uma pretensa eternidade. Em mais uma parceria, Licks utilizou novamente o violão Songbird passando pelo pedal de chorus, tocando o resto com a guitarra limpa, com exceção do final que apresenta um pouco de distorção. Guitarra e baixo terminam com outro trecho em uníssono fazendo referência à introdução da faixa seguinte - e, também, uma referência ao rock progressivo que utilizava esta espécie de arranjo. Na sequência, entra "Pra Ser Sincero", a última parceria do disco. Nesta canção, Augusto toca o Roland U-20 emulando o som de um Fender Rhodes enquanto Humberto toca o mesmo teclado, mas emulando o som de cordas. Ainda, Licks sugeriu que acrescentassem o som de alguém fumando, inspirado na canção "Overs", do disco Bookends, da dupla Simon & Garfunkel. A banda utilizou, ainda, um suspiro erótico de um banco de sons. A próxima canção é "Olhos Iguais aos Seus", a primeira só de Humberto. Esta é a primeira música em que a banda toca com Humberto no piano, Augusto na guitarra e Carlos na bateria, formação alternativa que seria utilizada diversas vezes em shows e no estúdio depois disso.
Na sequência, vem a faixa título, abrindo com o vocal dos Golden Boys, que também cantam no refrão: a ideia era imitar o som de um jingle publicitário. Augusto utiliza distorção nos solos e o mesmo efeito que utilizou em "Alívio Imediato" do álbum anterior: um efeito que produz uma nota simultânea a que é tocada com uma diferença de intervalo. No resto da música, guitarras limpas e um órgão Hammond acionado utilizando-se a pedaleira MIDI. Na letra, Humberto discute a abrangência do pop na época - em que o mundo começava a expandir ainda mais a sua globalização com o fim da URSS, lembrando que até uma instituição milenar como a Igreja Católica alçou o seu sumo pontífice ao status de estrela pop com suas viagens pelo mundo. Ainda, lembra os riscos que esta maior abrangência do pop trazia às "estrelas", como os atentados a John Lennon e ao próprio papa. Em seguida, "A Violência Travestida Faz seu Trottoir" inicia com uma introdução feita no baixo. A música é longa e tem diversas mudanças de andamento e/ou de gênero musical (com um trecho de funk, por exemplo), contando com a participação de Patricia Marx na voz. Depois, "Anoiteceu em Porto Alegre" também é uma canção longa e com diversas mudanças de andamento, apresentando, também, diversas colagens de sons, como: narrações de Armindo Antônio Ranzolin e trecho de A Voz do Brasil. Estas duas canções fazem forte referência ao rock progressivo e são as preferidas de Humberto Gessinger no disco.
"Ilusão de Ótica" fechava o LP e a fita cassete, que tinham uma faixa a menos. Esta música utiliza-se fartamente de delay, tendo um solo lento e melódico, no qual Licks utiliza até sweep-picking. Ao final, a canção apresenta dois trechos - um curto e outro longo - utilizando-se da técnica de gravação de marcaramento reverso em que um trecho da música é gravado normalmente, mas é, depois, invertido. Esta é mais uma referência ao rock progressivo e ao mundo pop já que artistas pop passaram a ser acusados de tentar passar mensagens subliminares através de trechos que, quando reproduzidos ao contrário, revelavam uma mensagem oculta. No caso desta canção, a mensagem inserida constava da letra presente no encarte. Fechando o disco, "Perfeita Simetria" é mais uma referência ao pop: ao utilizar-se para esta canção da mesma melodia da faixa título, a banda fazia referência ao uso de fórmulas pela música pop. Nesta faixa, Augusto revisita o timbre que utilizou em "Infinita Highway" e "Terra de Gigantes", do álbum A Revolta dos Dândis: a guitarra Roland G-505 plugada a dois amplificadores Fender Twin Reverbs.

## Recepção

### Lançamento
O álbum foi lançado no mês de setembro de 1990 - em CD, LP e K7, sendo o primeiro disco da banda lançado em CD - pela gravadora BMG através do selo RCA Victor. No primeiro ano do lançamento, foram lançados também 4 singles para promover o disco: "Era um Garoto que como Eu Amava os Beatles e os Rolling Stones", "O Exército de um Homem Só I", "O Papa É Pop" e "Pra Ser Sincero". Ainda, a banda gravou videoclipes para as 3 primeiras canções citadas que passaram a rodar bastante na recém criada MTV Brasil. Com esta divulgação e com a boa distribuição da gravadora, o disco venderia 70 mil cópias já no primeiro mês, totalizando mais de 350 mil cópias no período de um ano. Com isto, a banda ganharia o seu primeiro - e único até os dias de hoje - disco de platina. Na época, a certificação foi mais impactante do que hoje em dia porque era um período em que o rock nacional dos anos 1980 estava entrando em declínio, com as vendagens se reduzindo. Isto acontecia tanto por um esgotamento das bandas que mais vendiam, quanto pela emergência da nova música sertaneja. Ao mesmo tempo, era o ano da pior crise econômica do país até então que, com o Plano Collor que confiscou valores da poupança, entrou em uma grave recessão como tentativa do governo para controlar a inflação através do enforcamento da capacidade de consumo da população. Assim, as vendas de diversos bens supérfluos cairam vertiginosamente, como era o caso dos bens culturais como CD's, LP's e K7's. Com isso, os Engenheiros se tornaram a maior banda do rock brasileiro a partir daquele ano, já que a sua base de fãs fiel era capaz de manter as vendagens do grupo em níveis elevados mesmo em cenários econômicos desfavoráveis.

### Fortuna crítica
| Críticas profissionais | Críticas profissionais |
| Avaliações da crítica  | Avaliações da crítica  |
| Fonte                  | Avaliação              |
| ---------------------- | ---------------------- |
| Folha de S.Paulo       | Negativa               |
| Bizz                   | Negativa               |
| Jornal do Brasil       | Positiva               |

Assim como tinha acontecido com os dois álbuns anteriores, Ouça o que Eu Digo: Não Ouça Ninguém e Alívio Imediato, a crítica profissional paulista recebeu de forma bastante negativa o lançamento. Fernando de Barros e Silva, escrevendo para a Folha de S.Paulo, acusa o disco de repetir fórmulas e reeditar clichês adolescentes. Também, critica o procedimento de Gessinger para escrever as letras do disco, utilizando-se de aliterações como: "o papa é pop" ou "presidente indigente". Na Bizz, Celso Masson também critica o método de composição das letras de Gessinger dizendo que mistura "filosofia barata", "conselhos de almanaque" e "recursos poéticos típicos da publicidade", concluindo que é tudo que "a juventude desinformada e ingênua gosta". Ainda assim, diz que este é o melhor disco da banda, encerrando com uma provocação a Arthur Dapieve, que escreveu o "release" do disco: "como todo disco dos Engenheiros, este também é só para enganar otário".
Por outro lado, como também já vinha ocorrendo antes, a critica do restante do país era bem mais receptiva ao grupo gaúcho. Jamari França, escrevendo para o Jornal do Brasil, elogia bastante o método de composição das letras de Humberto, enxergando, inclusive, o modo como "Era um Garoto que como Eu Amava os Beatles e os Rolling Stones" encaixava-se no disco com a mensagem das duas partes de "Exército de um Homem Só". Entretanto, embora reconheça que uma das estratégias de composição da banda sempre foi misturar uma letra densa com uma sonoridade leve e "descartável", o jornalista critica a escolha dos timbres da guitarra de Augusto, embora enalteça o nível de execução do instrumentista. Ao mesmo tempo, França reconhece que o disco foi "gravado de maneira totalmente cerebral para refletir uma postura crítica e autoirônica em relação à indústria cultural".

## Legado
Este álbum consolidou a trajetória do grupo gaúcho como um dos maiores do rock brasileiro, rendendo diversas premiações ao trio. Além da certificação de disco de platina, o grupo receberia ainda um Troféu Rádio Globo de 1990, na categoria "Conjunto Jovem do Ano", em 13 de março de 1991. Ainda, seriam consagrados na premiação dos melhores de 1990 da revista Bizz, em abril de 1991: na escolha do público, ficariam em primeiro lugar em 7 categorias e em segundo em 4. Entretanto, na escolha da crítica, a banda seria lembrada nas categorias "Pior Artista" e "Melhor Letrista", com Humberto ficando em terceiro.

## Faixas
Lista de faixas dadas pelo Spotify e pela obra citada.
Todas as faixas escritas e compostas por Humberto Gessinger, exceto onde indicado. 
| N.º            | Título                                                           | Compositor(es)                                            | Duração |  |
| 1.             | "O Exército de um Homem Só I"                                    | Humberto Gessinger / Augusto Licks                        | 4:51    |  |
| 2.             | "Era um Garoto que como Eu Amava os Beatles e os Rolling Stones" | Franco Migliacci / Mauro Lusini / Versão: Brancato Júnior | 4:25    |  |
| 3.             | "O Exército de um Homem Só II"                                   | Humberto Gessinger / Augusto Licks                        | 1:23    |  |
| 4.             | "Nunca mais Poder"                                               | Humberto Gessinger / Augusto Licks                        | 4:36    |  |
| 5.             | "Pra Ser Sincero"                                                | Humberto Gessinger / Augusto Licks                        | 3:11    |  |
| 6.             | "Olhos Iguais aos Seus"                                          |                                                           | 3:45    |  |
| 7.             | "O Papa É Pop"                                                   |                                                           | 3:48    |  |
| 8.             | "A Violência Travestida Faz seu Trottoir"                        |                                                           | 6:53    |  |
| 9.             | "Anoiteceu em Porto Alegre"                                      |                                                           | 8:06    |  |
| 10.            | "Ilusão de Ótica"                                                |                                                           | 2:44    |  |
| 11.            | "Perfeita Simetria"                                              |                                                           | 3:34    |  |
| Duração total: | Duração total:                                                   | Duração total:                                            | 47:20   |  |

## Créditos
Créditos dados pelas obras referenciadas.

### Músicos
A Banda
- Humberto Gessinger: Voz, baixo (modelo Steinberger) e teclado (modelo Roland U-20).
- Augusto Licks: Guitarra (modelos Steinberger G4MT - preta e branca - e Roland G-505), violão (modelo Guild Songbird), teclado (modelo Roland U-20), pedaleira MIDI (modelo Elka) e vocal.
- Carlos Maltz: drum machine (modelo Dynacord).

Convidados
- Golden Boys: Vocais (em "O Papa É Pop").
- Patricia Marx: Voz (em "A Violência Travestida Faz seu Trottoir").

### Ficha técnica
- Direção artística: Miguel Plopschi
- Engenheiros de som: Flávio Sena, Dalton Rieffel, Franklin Garrido, Mário Jorge, Ricardo Essucy e Ronaldo Lima
- Assistentes: Cezar Delano, Cássio Araújo, Júlio Cézar, Dalmo e Luiz
- Mixagem: Engenheiros do Hawaii, Flávio Sena, Ricardo Essucy e Ronaldo Lima
- Projeto gráfico: Humberto Gessinger e Carlos Maltz
- Design gráfico: André Teixeira e J. C. Mello
- Fotos: Dario Zalis
- Foto do Papa: Carlos Contursi
- Digitalização: André Teixeira e J. C. Mello